# 페르미 국립 가속기 연구소
페르미 국립 가속기 연구소(Fermi National Accelerator Laboratory, 약칭 Fermilab)는 미국 시카고 근교 바타비아에 위치한 입자 가속기 연구소이다. 미국 에너지부가 운용하고 있으며 전자와 양전자를 수 십억 전자볼트 (1~2GeV)로 가속시킬 수 있는 테바트론 가속기를 보유하고 있다. 큰 실험 그룹으로는 CDF와 D0가 있고 전 세계 많은 과학자들이 가속기의 성능향상과 검출기 제작을 위해 공동 연구를 하고 있다.

## 역사
1967년에 국립 가속기 연구소(National Accelerator Laboratory)라는 이름으로 설립되었고, 1974년에 물리학자 엔리코 페르미의 이름을 따서 개명했다.
1973년 한국에서 이민 온 36세의 이휘소 박사가 초대 페르미랩 이론물리부장에 임명되었다.
1983년 테바트론 보다 훨씬 거대한 둘레 87.1 km의 데저트론을 계획했으나, 1993년에 계획을 취소하고, 그 예산을 우주정거장에 집중하기로 하였다.
2006년 김영기 (1962년) 시카고 대학교 교수가 페르미랩 부소장이 되었다. 세계적인 물리학자이자 고에너지 물리실험 분야 권위자이다.
2008년 스위스 CERN의 대형 강입자 충돌기(LHC)가 가동을 시작했다. 기존 세계 최대 입자가속기는 페르미랩의 테바트론(둘레 6.3 km)이었다. LHC의 둘레는 27 km이며, 건설비는 11조원이 들었다.

## 같이 보기
- 이휘소
- 김영기